# Mariage homosexuel au Brésil
- Mariage homosexuel
- Autre type de partenariat

- Non reconnu ou inconnu
- Pas de reconnaissance, mariage homosexuel interdit

Statut légal des unions homosexuelles en Amérique du Sud :
Mariage homosexuel
Autre type de partenariat
Non reconnu ou inconnu
Pas de reconnaissance, mariage homosexuel interdit
Activité homosexuelle illégale

Au Brésil, le mariage entre personnes de même sexe est autorisé depuis une décision du Conseil national de justice du 14 mai 2013, présidé par Joaquim Barbosa. Auparavant il n'était pas autorisé en tant que tel mais une union civile offrant « des garanties similaires à celles du mariage » était possible depuis une décision du Tribunal suprême fédéral du 5 mai 2011.

## Histoire
Depuis 2004, les couples homosexuels brésiliens ont la possibilité de contracter une union civile offrant des garanties similaires à celles du mariage, notamment l'adoption et la procréation médicalement assistée. Le 5 mai 2011, le Tribunal suprême fédéral juge que ces unions civiles devaient être accessibles dans l'ensemble du pays.
En 2011, un juge de l'État de São Paulo autorise les couples homosexuels à convertir leur union civile en mariage. Depuis 2012, certains notaires du Rio Grande do Sul autorisent également cette conversion.
Depuis janvier 2012, l'État d'Alagoas autorise les couples homosexuels à se marier, mais seulement avec l'autorisation d'un juge.
Depuis le 15 juillet 2012, l'État de Sergipe autorise également les couples homosexuels à se marier.
Le 15 août 2012, le "Corregedoria Geral da Justiça» de l'État d'Espírito Santo a publié une circulaire indiquant que tous les registres civils de l'État devraient aborder le mariage homosexuel de la même manière qu'en ce qui concerne les couples de sexes opposés, ce qui en fait le troisième État brésilien à traiter de ce sujet dans sa juridiction de l'État.
Le 26 novembre 2012, la Cour de l'État de Bahia a légalisé le mariage des couples de même sexe, faisant de cet État le premier à l'autoriser avec les mêmes droits que pour les couples hétérosexuels.
En décembre 2012, la justice des États de Piauí et São Paulo autorise les notaires de ces États à délivrer des licences de mariage sans l'autorisation d'un juge,.
Le 1er décembre 2012, la Cour des registres publics du district fédéral, a jugé que, dès maintenant, les licences de mariage de même sexe devraient être accordés sans l'intervention d'un juge.
Le 7 mars 2013, le procureur général, Francisco Sales Neto, de l'État de Ceará, a décidé que tous les notaires de l'État sont tenus d'accepter les mariages homosexuels. La décision prend effet à partir du 15 mars 2013.
Le 26 mars 2013, l'État de Paraná autorise les mariages homosexuels et les conversions des simples unions homosexuelles en mariages par décision du procureur général de l'État.
Le 2 avril 2013, la cour de l'État de Mato Grosso do Sul autorise les mariages homosexuels dans l'État,.
Le 26 avril 2013, l'État de Rondônia accepte également le mariage entre deux personnes de même sexe,.
Le mariage homosexuel est donc possible pour onze États brésiliens (Alagoas, Bahia, Ceará, District Fédéral, Espírito Santo, Mato Grosso do Sul, Paraná, Piauí, Rondônia, Sao Paulo, Sergipe).
Le 14 mai 2013, le Conseil national de justice (CNJ) annonce que les tribunaux publics qui célèbrent les mariages ne pourront pas refuser les unions entre personnes de même sexe,,.